# Związek Prawników i Ekonomistów Kolejowych R.P.

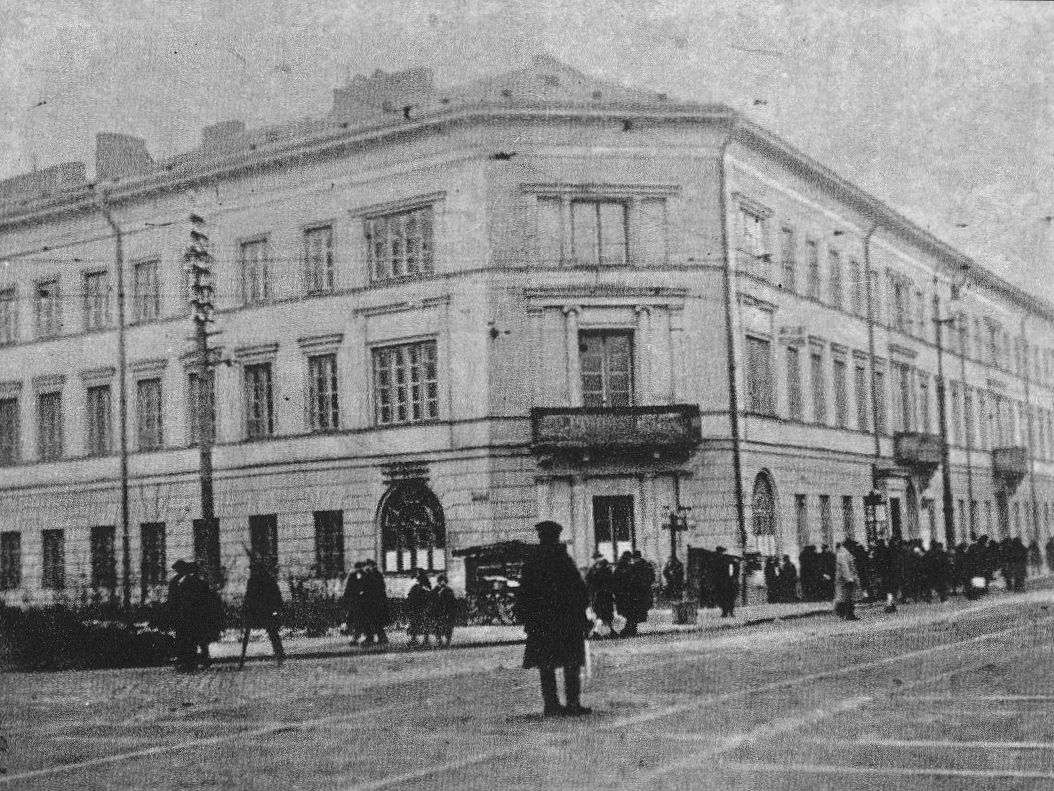
Pierwsza siedziba Związku Prawników i Ekonomistów Kolejowych R.P. mieściła się w budynku Ministerstwa Komunikacji przy ul. Nowy Świat 14 (1927–1932)

Związek Prawników i Ekonomistów Kolejowych R.P. – jedna z działających w okresie międzywojennym w środowisku pracowników kolejowych organizacji związkowych, powstała na początku lat dwudziestych XX wieku jako Związek Prawników PKP. 

## Prezesi
- 1935 - dr Janusz Pilecki[1][2]
- 1936 - mgr Jan Zajas[3][4]
- 1939 - mgr Franciszek Uhniat[5]

## Media
Organem związku był kwart. Prawniczy i Ekonomiczny Przegląd Kolejowy (1936-1939). Organizacja była też wydawcą fundamentalnych informatorów branży pt Rocznik Kolejowy 1930, Rocznik Kolejowy 1931-32, Rocznik Komunikacyjny 1933-1934.

## Siedziba
Siedziba mieściła się w budynku Ministerstwa Komunikacji, początkowo przy ul. Nowy Świat 14 (1927–1932), następnie ul. Chałubińskiego 4 (1933-1939).